# Међународни монетарни фонд
Међународни монетарни фонд (ММФ; енгл. International Monetary Fund, IMF) је међународна финансијска организација Уједињених нација.  Основана је 22. јула 1944. године на конференцији у Бретон вудсу (САД), са циљем да подстакне земље у вођењу адекватне економске политике и да помогне у превазилажењу платно-билансних тешкоћа земаља чланица. Основале су га 44 земље. Данас, ММФ има 185 земаља чланица. Седиште ове организације је у Вашингтону.
Главна подручја активности су: надзор и финансијска и техничка помоћ. Надзор се састоји од редовног праћења економске политике коју спроводе земље чланице и годишњег извештаја о успешности те политике, поготово у области девизног курса. Финансијска помоћ укључује кредите и зајмове земљама чланицама, које су суочене са озбиљним платно-билансним тешкоћама. Техничка помоћ се огледа у томе што ММФ пружа стручну помоћ својим чланицама при креирању финансијске и монетарне политике, као и при оснивању институција. Ова активност је била најизраженија у бившим социјалистичким земљама које су морале да пређу са централне планске привреде и на тржишну привреду.

## Деловање
Три су главна подручја активности: посматрање, финансијска и техничка помоћ. Надзор се састоји од процене прописа о новчаној размени земаља чланица с обзиром на уверење како јака и доследна економска политика води стабилном девизном течају, те погодује расту и развоју светске економије. Финансијска помоћ укључује кредите и зајмове чланицама ММФ-а с платним билансом која подупире политику прилагођавање и реформе. Подаци од јануара 2001. показује како ММФ деведесет и једној земљи даје око 65,3 милијарде долара кредита. Што се тиче техничке помоћи, ММФ пружа стручну и хитну помоћ својим чланицама при креирању и спровођењу финансијске и монетарне политике, оснивању институција, договорима с ММФ-ом, те статистичке податке.

## Историја
ММФ је основан на светској конференцији о монетарним и финансијским проблемима одржаној у Бретонвуду 1944. године. Основу за његово функционисање чинили су планови сачињени у Великој Британији и САД. Развој Фонда може се пратити кроз два периода:

### Први период
У првом периоду циљеви ММФ-а били су следећи:
- Омогућити експанзију уравнотеженог раста међународне трговине и тиме допринети повећању и одржавању високог нивоа запослености и реалног дохотка;
- Учврстити стабилност девизних течајева;
- Успоставити мултилатерални систем плаћања текућих трансакција;
- На основу могућности коришћења средстава Фонда за корекције платнобилансних неравнотежа, успоставити поверење међу земљама чланицама у погледу дугорочне међународне монетарне стабилности.

Почетна или приступна обавеза сваке чланице Фонда састојала се углавном из установљавања паритета своје валуте и из уплате одговарајућег износа финансијских средстава. Паритет се одређивао у односу на злато или у односу на долар, па се стога овај систем назива Систем златнодевизног стандарда. Евентуална промена паритета могла се догодити само ако се земља нађе у тзв. фундаменталној неравнотежи и уз сугласност Фонда. Одређивање износа финансијских средстава за уплату квоте земље чланице вршило се пропорционално параметрима који рефлектују снагу националне економије. Квота се уплаћивала 25% у злату и 75% у домаћој валути.
Ускоро се јавља проблем ликвидности Фонда који је настао из једноставног разлога прихватања златно девизног стандарда као основне полуге међународних монетарних релација. Наиме, амерички долар, због најснажније позиције и најчвршћег положаја у светској трговини, поступно преузима водећу улогу у бретонвудском монетарном систему, те постаје главном резервном валутом земаља чланица. Током 60-их година 20. века, упркос свом посебном положају долар је све више слабио. Опадањем вредности долара, нарушава се и механизам међународних монетарних односа, те проблем ликвидности долази до пуног изражаја. Због тога је 28. јула 1969. године установљена је шема креирања нових резервних средстава Специјална права вучења (СПВ). Та нова средства заправо се креирају само књиговодствено међу земљама чланицама.

### Други период
Други период започиње и траје до данас када ММФ почетком 70-их година 20. века запада у највећу кризу до тада. Одлив краткорочног доларског капитала у иностранству, даље одржавање високе стопе инфлације у САД изазвало је бројне спекулације на штету америчког долара. Председник САД је 15. аугуста 1971. године објавио укидање конвертибилности долара у злато и увођење додатног пореза на сав увоз у САД. Тим чином је престао функционисати међународни монетарни систем на принципима установљеним у Бретонвудсу. Крајем 1971. године постигнут је споразум, где су САД повећале цену злата за 8,57%, СР Немачка и Јапан су смањиле цену марке за 5% и јена за 8,5% у односу на злато, док су Велика Брианија и Француска задржале цене злата истим. Након тога долазило је до још неколико корекција цена, све до састанка на Јамајци 1976. године, гдје се ММФ преобразио у систем валутних подручја, као што су систем европског валутног флуктуирања или европске уније, затим доларско подручје, подручје француског франка, подручје британске фунте и подручје СПВ-а.

## ММФ данас
Као и у прошлости ММФ и даље представља међудржавну и монетарну финансијску институцију, али данас с готово универзалним чланством. Његове се активности и политика спроводи на темељу Споразума (Articles of Agrement), а извршава се путем организованог вођства у форми Одбора гувернера (A Board of Governors), затим извршног одбора (An Executive Board) и Управљачког директора (A Managing Director) с тимом од око 2000 запослених.
Одбор гувернера састоји се од гувернера и његових заменика које се најчешће бирају међу гувернерима народних банака или министри финансија, а именује их свака држава чланица. Посебне надлежности Одбора гувернера су примање нових чланова, одређивање висине квота, додјељивање специјалних права вучења (енгл. Special Drawing Rights). Одбор се састаје једном годишње на годишњој скупштини Фонда.
Извршни одбор састоји се од председника Извршног одбора (који је уједно и главни директор Фонда), осталих извршних директора и њихових замјеника. Извршни одбор броји укупно 20 чланова и тај број се може мијењати. Пет чланова именују државе с највећим квотама, а осталих 15 бирају државе чланице. Извршни одбор такође има улогу да бира главног директора Фонда. У пракси се најчешће на позицију главног директора Фонда бира особа из Европе, док се за његовог замјеника именује особа из Америке.
Фонд је организован као деоничарско друштво, а у његовим органима се одлуке доносе по систему пондерисаног права гласа. Свака држава чланица добија почетних 250 гласова, а сваки следећи глас припада јој за сваких 100.000 специјалних права вучења.
Квоте држава изражене су у специјалним правима вучења.

## Попис управљачких директора ММФ-а
Овде се налази попис свих управљачких директора:
| Број | Датум                               | Име               | Националност | Позадина                                                                       |
| ---- | ----------------------------------- | ----------------- | ------------ | ------------------------------------------------------------------------------ |
| 1    | 6. мај 1946 – 5. мај 1951           | Камиј Гат         | Белгија      | Политичар, министар финансија                                                  |
| 2    | 3. август 1951 – 3. октобар 1956    | Ивар Рот          | Шведска      | Правник, централни банкар                                                      |
| 3    | 21. новембар 1956 – 5. мај 1963     | Пер Јакобсон      | Шведска      | Правник, економиста, Лига народа,                                              |
| 4    | 1. септембар 1963 – 31. август 1973 | Пјер-Пол Швајцер  | Француска    | Правник, централни банкар, државни службеник                                   |
| 5    | 1. септембар 1973 – 18. јун 1978    | Јохан Витевен     | Холандија    | Економиста, академик, аутор, политичар, министар финансија, заменик премијера, |
| 6    | 18. јун 1978 – 15. јануар 1987      | Жак де Ларозиер   | Француска    | Државни службеник                                                              |
| 7    | 16. јануар 1987 – 14. фебруар 2000  | Мишел Камдесју    | Француска    | Економиста, централни банкар                                                   |
| 8    | 1. мај 2000 – 4. март 2004          | Хорст Келер       | Немачка      | Економиста,                                                                    |
| 9    | 7. јун 2004 – 31. октобар 2007      | Родриго Рато      | Шпанија      | Правник, политичар, минстар за економију                                       |
| 10   | 1. новембар 2007 – 18. мај 2011     | Доминик Строс-Кан | Француска    | Економиста, правник, политичар, министар за економију и финансије              |
| 11   | 5. јул 2011 – садашњост             | Кристин Лагард    | Француска    | Правник, политичар, министар финансија                                         |

Претходни управни директор Доминик Строс-Кан је био ухапшен у вези са оптужбама за сексуално злостављање једне послужитељке њујоршке хотелске собе и дао је оставку 18. маја. Оптужбе су касније одбачене. Дана 28. јуна 2011, Кристин Лагард је именована управним директором ММФ-а на период од пет година, и преузела је функцију 5. јула 2011. Године 2012, Лагард је имала порески ослобођену плату од US$467.940.

## ММФ и Стварна ситуација
Током деценија унутрашња организација ММФ због економских промена у свету је постала анахронизам, то јест однос држава и њихових управљачких постотака унутар ММФ је изгубио додирне тачке с реалношћу. Ова табела приказује поделу управљачких права и стварно стање светске економије.
Гласачка моћ у ММФ-у заснива се на систему квота. Сваки члан има известан број основних гласова (број основних гласова сваког члана износи 5,502% од укупног броја гласова), плус један додатни глас за свако Специјално право вучења (SDR) од 100.000 квоте земаља чланица. Специјално право вучења је обрачунска јединица ММФ-а и представља потражњу валуте. Оно је базирано на групи кључних међународних валута. Основни гласови генеришу благу пристраност у корист малих земаља, али додатни гласови одређени од стране СДР-а превазилазе ову пристрасност. Промене у гласачким деоницама захтевају одобрење супервећине од 85% гласачке моћи.
| \| Rank \| ММФ земља чланица \| Квота: milionа SDR \| Квота: проценат тотала \| Број гласова \| Проценат тоталних гласова \| \| ---- \| -------------------- \| ------------------ \| ---------------------- \| ------------ \| ------------------------- \| \| 1 \| Сједињене Државе \| 82,994.2 \| 17.68 \| 831,396 \| 16.73 \| \| 2 \| Јапан \| 30,820.5 \| 6.56 \| 309,659 \| 6.23 \| \| 3 \| Кина \| 30,482.9 \| 6.49 \| 306,283 \| 6.16 \| \| 4 \| Њемачка \| 26,634.4 \| 5.67 \| 267,798 \| 5.39 \| \| 5 \| Француска \| 20,155.1 \| 4.29 \| 203,005 \| 4.09 \| \| 6 \| Уједињено Краљевство \| 20,155.1 \| 4.29 \| 203,005 \| 4.09 \| \| 7 \| Италија \| 15,070.0 \| 3.21 \| 152,154 \| 3.06 \| \| 8 \| Индија \| 13,114.4 \| 2.79 \| 132,598 \| 2.67 \| \| 9 \| Русија \| 12,903.7 \| 2.75 \| 130,491 \| 2.63 \| \| 10 \| Бразил \| 11,042.0 \| 2.35 \| 111,874 \| 2.25 \| \| 11 \| Канада \| 11,023.9 \| 2.35 \| 111,693 \| 2.25 \| \| 12 \| Саудијска Арабија \| 9,992.6 \| 2.13 \| 101,380 \| 2.04 \| \| 13 \| Шпанија \| 9,535.5 \| 2.03 \| 96,809 \| 1.95 \| \| 14 \| Мексико \| 8,912.7 \| 1.90 \| 90,581 \| 1.82 \| \| 15 \| Холандија \| 8,736.5 \| 1.86 \| 88,819 \| 1.79 \| \| 16 \| Јужна Кореја \| 8,582.7 \| 1.83 \| 87,281 \| 1.76 \| \| 17 \| Аустралија \| 6,572.4 \| 1.40 \| 67,178 \| 1.35 \| \| 18 \| Белгија \| 6,410.7 \| 1.37 \| 65,561 \| 1.32 \| \| 19 \| Швајцарска \| 5,771.1 \| 1.23 \| 59,165 \| 1.19 \| \| 20 \| Индонезија \| 4,648.4 \| 0.99 \| 47,938 \| 0.96 \| |                      |                    |                        |              |                           |
| Rank | ММФ земља чланица    | Квота: milionа SDR | Квота: проценат тотала | Број гласова | Проценат тоталних гласова |
| 1 | Сједињене Државе     | 82,994.2           | 17.68                  | 831,396      | 16.73                     |
| 2 | Јапан                | 30,820.5           | 6.56                   | 309,659      | 6.23                      |
| 3 | Кина                 | 30,482.9           | 6.49                   | 306,283      | 6.16                      |
| 4 | Њемачка              | 26,634.4           | 5.67                   | 267,798      | 5.39                      |
| 5 | Француска            | 20,155.1           | 4.29                   | 203,005      | 4.09                      |
| 6 | Уједињено Краљевство | 20,155.1           | 4.29                   | 203,005      | 4.09                      |
| 7 | Италија              | 15,070.0           | 3.21                   | 152,154      | 3.06                      |
| 8 | Индија               | 13,114.4           | 2.79                   | 132,598      | 2.67                      |
| 9 | Русија               | 12,903.7           | 2.75                   | 130,491      | 2.63                      |
| 10 | Бразил               | 11,042.0           | 2.35                   | 111,874      | 2.25                      |
| 11 | Канада               | 11,023.9           | 2.35                   | 111,693      | 2.25                      |
| 12 | Саудијска Арабија    | 9,992.6            | 2.13                   | 101,380      | 2.04                      |
| 13 | Шпанија              | 9,535.5            | 2.03                   | 96,809       | 1.95                      |
| 14 | Мексико              | 8,912.7            | 1.90                   | 90,581       | 1.82                      |
| 15 | Холандија            | 8,736.5            | 1.86                   | 88,819       | 1.79                      |
| 16 | Јужна Кореја         | 8,582.7            | 1.83                   | 87,281       | 1.76                      |
| 17 | Аустралија           | 6,572.4            | 1.40                   | 67,178       | 1.35                      |
| 18 | Белгија              | 6,410.7            | 1.37                   | 65,561       | 1.32                      |
| 19 | Швајцарска           | 5,771.1            | 1.23                   | 59,165       | 1.19                      |
| 20 | Индонезија           | 4,648.4            | 0.99                   | 47,938       | 0.96                      |

У децембру 2015, конгрес Сједињених Држава је усвојио закон којим се одобрава Реформа квота и управљања из 2010. Као резултат,
- квоте свих 188 чланова ће бити повећане са тотала од око СДР 238,5 милијарди на око SDR 477 милијарди, док ће квоте деонице и гласачка моћ ММФ-ових најсиромашнијих земаља чланица бити заштићени.
- више од 6 процената деоница ће бити пренето на динамичко тржиште у развоју и земље у развоју, а исто тако са презаступљених на подзаступљене чланове.
- четири земље са тржиштем у развоју (Бразил, Кина, Индија, и Русија) ће бити међу десет највећих чланова ММФ. Други чланови међу првих десет су Сједињене Државе, Јапан, Немачка, Француска, Уједињено Краљевство и Италија.[21]